# Macau Ladies Open
Het Macau Ladies Open was een jaarlijks golftoernooi in Macau, dat deel uitmaakte van de Ladies Asian Golf Tour (LAGT). Het werd opgericht in 2006 als het Macau LAGT Championship en het vond telkens plaats op de Macau Golf & Country Club.
Het werd gespeeld in drie ronden (54-holes) en na de tweede ronde werd de cut toegepast.

## Winnaressen
| Jaar                    | Winnares                | Score                   | Score                   | Info                                           |
| Macau LAGT Championship | Macau LAGT Championship | Macau LAGT Championship | Macau LAGT Championship | Macau LAGT Championship                        |
| ----------------------- | ----------------------- | ----------------------- | ----------------------- | ---------------------------------------------- |
| 2006                    | Ji Eun-hee              | 143                     | +1                      | Tweede dag geannuleerd wegens het slechte weer |
| Macau Ladies Open       |                         |                         |                         |                                                |
| 2007                    | Natalie Tucker          | 217                     | +4                      |                                                |